# Waikouaiti
Waikouaiti ist ein Ort im Stadtgebiet von Dunedin City in der Region Otago auf der Südinsel von Neuseeland.

## Namensherkunft
Die Bedeutung des Namens ist uneindeutig. Einerseits könnte der Name aus der Zusammensetzung von „wai“ für Wasser, „koua“ für werden und „iti“ für klein gebildet werden, doch andererseits gibt es Behauptungen, dass der Name in der Sprache der Māori aus „waikawaiti“ gebildet wurde, was dann so viel wie  „kleines salziges (bitteres) Wasser“ bedeuten würde.

## Geografie
Der Ort befindet sich rund 34 km nordnordöstlich des Stadtzentrums von Dunedin und rund 13 km südsüdwestlich von Palmerston an der Hawksbury Lagoon, die vom gesamten Ort umschlossen wird und zum Waikouaiti Beach hin Zugang zum Pazifischen Ozean findet. Der Waikouaiti River passier den Ort rund 1 km westlich und mündet rund 4 km südlich bei Kairitane in den Pazifischen Ozean.
Der New Zealand State Highway 1 begrenzt den ort an seiner nördlichen Seite und verbindet ihn mit Waitati und Dunedin im Süden und Palmerston im Norden. Direkt durch den Ort führt die Eisenbahnlinie des South Island Main Trunk Railway, ohne jedoch einen Haltepunkt im Ort zu haben.

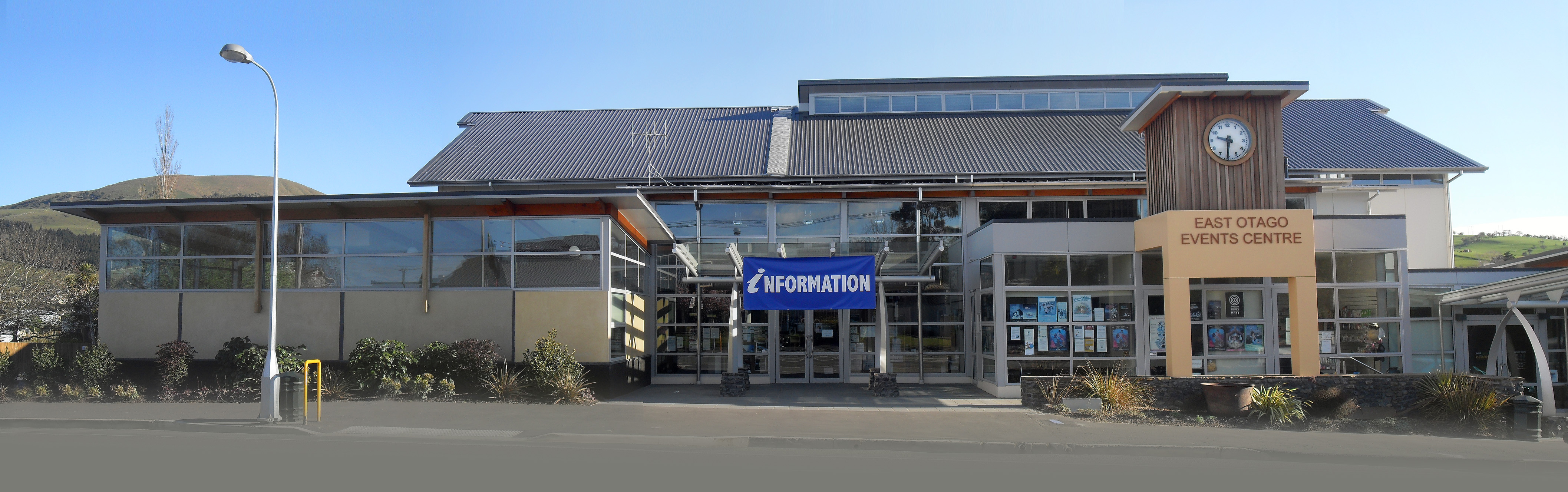
East Otago Events Centre

## Geschichte
Es war der ehemalige Robbenfänger und spätere Schiffseigner Johnny Jones (1809–1869), dem die Gründung der Siedlung Waikouaiti zugeschrieben wird. Es soll 1840 zehn Siedlerfamilien von New South Wales dazu bewegt haben, gegen einen Sold von 38 Pfund Sterling, freier Verpflegung und der Aussicht nach zwei Jahren 24 Hektar Land zu erhalten, an der Hawksbury Lagoon zu siedeln. Knappe Lebensmittelrationen führten allerdings zum Streit und so zogen die Familien auf eigene Verantwortung weiter und wurden von Jones durch neue Familien ersetzt. Jones bewog den Missionar James Watkin als Pfarrer mit Haus, Kirche und Schule für die Sisdlergemeinde zu sorgen. So ging sein Siedlungsvorhaben auf und Jones selbst siedelte 1843 in dem Ort und gründete die Matanaka Farm.

## Bevölkerung
Zum Zensus des Jahres 2013 zählte der Ort 1125 Einwohner, 2,7 % mehr als zur Volkszählung im Jahr 2006.

## Wirtschaft
Waikouaiti ist ein kleines Dienstleistungszentrum für das Umland, das bevorzugt von der Schafzucht lebt. Der Sandstrand im Süden macht den ort zusätzlich zu einem Urlaubs- und Ferienziel.

## Sehenswürdigkeiten
Die Matanaka Farm wurde am 11. Dezember 2009 vom New Zealand Historic Places Trust als schützenswerter Ort in die Kategorie I der Denkmalliste aufgenommen und steht seit dieser Zeit Besuchern zur Besichtigung offen.